# 北京大学学报（自然科学版）
北京大学学报（自然科学版）是北京大学主办的期刊，于1955年创办。期刊多次获得国家级、教育部、北京市等不同等级的奖项。期刊也被多家中外数据库，文摘期刊收录。